# エレーナ・グネーシナ
エレーナ・ファビアノヴナ・グネーシナ（ロシア語: Елена Фабиановна Гнесина, ラテン文字転写: Elena Fabianovna Gnessina, 1874年5月18日 - 1967年6月4日）はロシアの作曲家・ピアノ教師。作曲家ミハイル・グネーシンの姉。

## 経歴
1874年、ロストフ・ナ・ドヌ生まれ。官僚ラビ(ロシア帝国のポジションの一つ。Crown rabbi)の家に生まれた。父はファビアナ・オシポヴィッチ・グネーシン、母はベラ・イサエヴナ・フレトズィンゲル-グネーシナである。母は歌手で、スタニスワフ・モニューシュコの学生であった。
音楽教育はロストフ・ナ・ドヌで受け始め、後にモスクワへ移った。 モスクワ音楽院ピアノ科でワシーリー・サフォーノフに師事し、1893年に卒業。この他に在学中に彼女を教えた教師として、アントン・アレンスキーとセルゲイ・タネーエフがいる。
1895年2月に姉のエフゲニアとマリアと共に音楽学校を開き、これが後にグネーシン姉妹記念音楽学校とグネーシン音楽大学(グネーシン姉妹記念ロシア音楽アカデミー)となる。彼女は学校の校長、芸術監督、教授として教育に携わった。
1967年6月4日に亡くなり、墓はモスクワのノヴォジェヴィチ墓地にある。
作品としてはピアノのための練習曲や、子供向けのピアノ小品を残している。